# Харчевня (Тихвинский район)
Харчевня — деревня в Цвылёвском сельском поселении Тихвинского района Ленинградской области.

## История
МАТВЕЕВО — посёлок Ругуйского общества, прихода села Ругуй. Река Ситомля. 

Строений — 6, в том числе жилых — 2. Число жителей по приходским сведениям 1879 г.: 7 м. п., 10 ж. п.

В конце XIX века деревня административно относилась к Васильковской волости 1-го стана, в начале XX века — к Васильковской волости 3-го земского участка 4-го стана Тихвинского уезда Новгородской губернии.

МАТВЕЕВСКИЕ ХАРЧЕВНИ (МАТВЕЕВО) — выселок Ругуйского общества, дворов — 3, жилых домов — 4, число жителей: 12 м. п., 16 ж. п.
 
Занятия жителей — земледелие, лесные заработки. Тихвинский тракт. (1910 год)

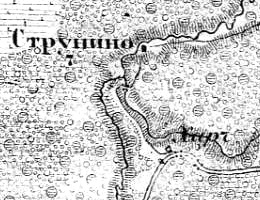
Земли деревни Харчевня на карте 1915 года

Согласно карте Петроградской и Новгородской губерний 1915 года на месте современной деревни находилась Харчевня.
Согласно карте Ленинградской области Северо-западного аэрогеодезического треста ГГУ издания 1932 года деревня насчитывала 14 крестьянских дворов.
По данным 1933 года деревня называлась Матвеевские Харчевни и входила в состав Ругуйского сельсовета.
По данным 1966 и 1973 годов деревня называлась Харчевня и являлась административным центром Ругуйского сельсовета.
По данным 1990 года деревня Харчевня входила в состав Липногорского сельсовета.
В 1997 году в деревне Харчевня Липногорской волости проживали 28 человек, в 2002 году — 19 (все русские).
В 2007 году в деревне Харчевня Цвылёвского СП проживали 22 человека, в 2010 году — 13.

## География
Деревня расположена в юго-западной части района на автодороге 41К-911 (подъезд к дер. Харчевня и дер. Струнино) к западу от автодороги 41А-009 (Лодейное Поле — Тихвин — Будогощь — Чудово).
Расстояние до административного центра поселения — 30 км. Расстояние до районного центра — 50 км.
Расстояние до ближайшей железнодорожной платформы Разъезд № 3 — 16 км.
Деревня находится на левом берегу реки Луненка.

## Демография
| 1879 | 1910 | 1997 | 2002 | 2007 | 2010 | 2017 |
| ---- | ---- | ---- | ---- | ---- | ---- | ---- |
| 17   | ↗28  | →28  | ↘19  | ↗22  | ↘13  | ↗23  |

### Национальный состав
Согласно данным Всероссийской переписи населения 2021 года в деревне проживали 6 человек, все русские.

## Улицы
Береговая, Ольховая, Школьная.